# Ґабріель Юніон
Ґабріель Монік Юніон-Вейд (англ. Gabrielle Monique Union-Wade; нар. 29 жовтня 1972, Омаха, Небраска, США) — американська акторка, активістка та авторка.

## Кар'єра
Розпочала кар'єру в 1990-х роках з появи в телевізійних ситкомах, а відтак зіграла другорядні ролі в підліткових комедійних кінофільмах «Це все вона» та «10 речей, які я в тобі ненавиджу». Проривною роллю для Ґабріелли Юніон став кінофільм «Добийся успіху» (2000). 2019 року обійняла роль судді на популярній телепередачі «Америка має талант».
Також відома своїми ролями в романтичних комедіях «Брати» (2001), «Визволи нас від Єви» (2003), «Татусеві донечки» (2007), «Думай як чоловік» (2012) і «Думай як чоловік 2» (2014). Акторка також грала головні ролі у медичному драматичному телесеріалі від CBS «Місто ангелів» (2000) та кінофільмах «Погані хлопці 2» (2003), «Від колиски до могили» (2003), визнаних критиками «Нео Нед» (2005), «Кадилак Рекордс» (2008), «П'ятірка найкращих» (2014) і «Вторгнення» (2018). 2013 року Ґабріель Юніон почала зніматись у головній ролі в драматичному телесеріалі від BET «Бути Мері Джейн», гра її в якому здобула схвальні відгуки критиків та премію «NAACP Image Award». зіграла одну з головних ролей в кінофільмі «Народження нації» (2016), а відтак знялась у «Майже Різдво» (2016), «Безсоння» (2017) та «Гуртом дешевше» (2022).
Також є авторкою мемуарів «Нам знадобиться більше вина» (2017) та активісткою, яка працює з проблемами жіночого здоров'я та насиллям щодо жінок.

## Вибрана фільмографія
| Рік       |    | Українська назва                 | Оригінальна назва          | Роль                       |
| --------- | -- | -------------------------------- | -------------------------- | -------------------------- |
| 1997      | с  | Зоряний шлях: Глибокий космос 9  | Star Trek: Deep Space Nine | Н'Ґарен                    |
| 1999      | ф  | Це все вона                      | She's All That             | Катаріна «Кеті» Дарлінгсон |
| 1999      | ф  | 10 речей, які я в тобі ненавиджу | 10 Things I Hate About You | Частіті Чьоч               |
| 2000      | ф  | Добийся успіху                   | Bring It On                | Айсіс                      |
| 2000      | с  | Швидка допомога                  | ER                         | Тамара Девіс               |
| 2001      | с  | Друзі                            | Friends                    | Крістен Лі                 |
| 2002      | ф  | Ласкаво просимо до Коллінвуду    | Welcome to Collinwood      | Мішель                     |
| 2003      | ф  | Погані хлопці 2                  | Bad Boys II                | Сід                        |
| 2004      | с  | Західне крило                    | The West Wing              | Мішель Андерс              |
| 2005      | ф  | Медовий місяць                   | The Honeymooners           | Еліс Крамден               |
| 2005      | ф  | Скажи «дядько»                   | Say Uncle                  | Еліс Картер                |
| 2005      | мс | Сім'янин                         | Family Guy                 | Шона Паркс                 |
| 2006      | ф  | На гострій грані                 | Running with Scissors      | Дороті                     |
| 2008      | ф  | Знайомтесь: Дейв                 | Meet Dave                  | номер 3                    |
| 2008      | ф  | Кадилак Рекордс                  | Cadillac Records           | Женева Вейд                |
| 2008      | с  | Не краса по-американськи         | Ugly Betty                 | Рене Слейтер               |
| 2009      | с  | Життя як вирок                   | Life                       | Джейн Сівер                |
| 2009—2010 | с  | Проблиски майбутнього            | FlashForward               | Зої Андата                 |
| 2010      | с  | Армійські дружини                | Army Wives                 | Джина Голт                 |
| 2012      | ф  | Хороші вчинки                    | Good Deeds                 | Наталі                     |
| 2016      | ф  | Народження нації                 | The Birth of a Nation      | Естер                      |
| 2016—2019 | мс | Левина варта                     | The Lion Guard             | Налу                       |
| 2019      | с  | Америка має талант               | America's Got Talent       | сама себе / суддя          |
| 2022      | ф  | Гуртом дешевше                   | Cheaper by the Dozen       | Зої Бейкер                 |
| 2022      | ф  | Перевірка                        | The Inspection             | Інес Френч                 |
| 2022      | мф | Дивний світ                      | Strange World              | Меридіан Клейд             |
| 2024      | ф  | Космічний курсант                | Space Cadet                | Пем Проктор                |
| 2026      | мф | Цап-забивайло                    | Goat                       | Джетт Філлмор              |